# Québec (provincia)
Il Québec (AFI: /keˈbɛk/) è una provincia del Canada, la seconda per popolazione dopo l'Ontario. Con le sue istituzioni, lingua e cultura costituisce de facto una nazione all'interno della federazione canadese. Si trova nella parte orientale del Canada, anche se Terranova e Labrador e le cosiddette "province marittime" (Nuovo Brunswick, Nuova Scozia, Isola del Principe Edoardo) si trovano ancora più a est. Il capoluogo della provincia è la città di Québec (ville de Québec in francese, Quebec City in inglese), mentre la città più popolosa è Montréal (Montreal, in inglese).
Fa parte della regione denominata Canada francese, in prevalenza francofona. La varietà qui parlata è il francese del Québec. Gli anglofoni del Québec sono una minoranza riconosciuta dalla legge. I suoi 8 326 089 abitanti rappresentano il 24% della popolazione del Canada (fonte Statistique Canada, gennaio 2005). In francese un abitante del Québec è detto Québécois al maschile e Québécoise al femminile, in inglese Quebecer o Quebecker, in italiano quebecchese.
Fu una colonia della Francia per oltre due secoli (dal 1534 al 1763) con il nome di Nuova Francia. Conquistata dagli inglesi, rimase colonia dell'Impero britannico dal 1763 al 1931, fino all'indipendenza del Canada. Fin dal 1867 è membro della Confederazione del Canada. Dal 1960 è in corso un dibattito sul ruolo della francofonia rispetto al resto del Canada, prevalentemente anglofono. La vicenda storico-politica fu caratterizzata da sforzi per raggiungere la sovranità del Québec, che si tradussero in richieste che, di volta in volta, spaziarono dall'indipendenza completa all'associazione con il resto del Canada o al rafforzamento dell'autonomia provinciale.

## Geografia

### Geografia fisica

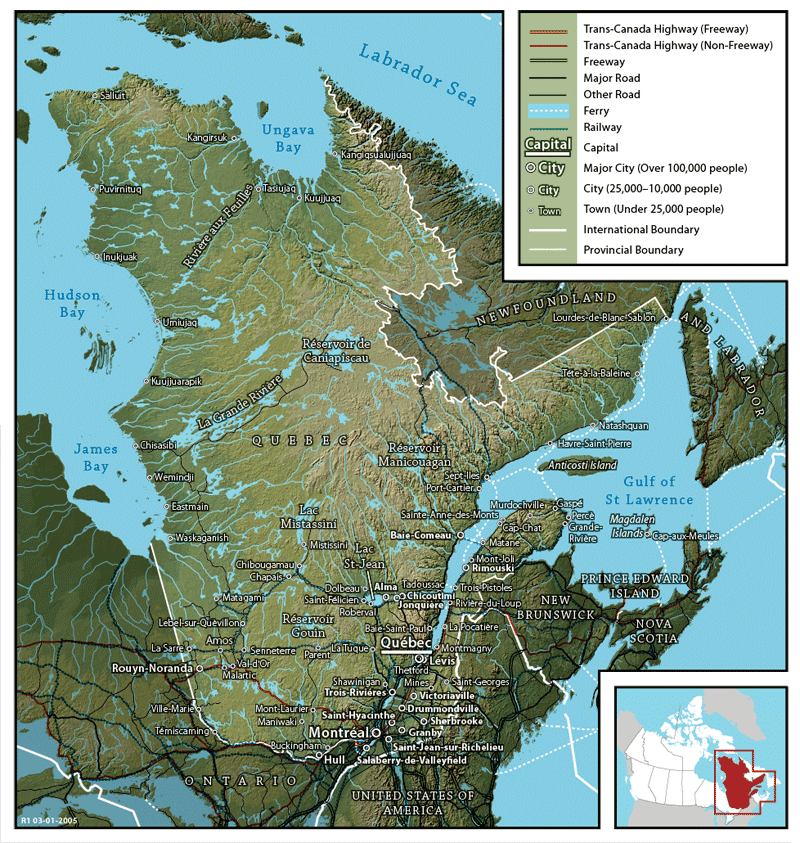
L'area geografica del Québec

La provincia occupa un vastissimo territorio: 1734984 km² (poco meno di sei volte le dimensioni dell'Italia), la maggior parte del quale è scarsamente popolata. È una delle autonomie regionali più grandi del continente americano (seconda solo al territorio canadese di Nunavut, 2093190 km²) e del mondo (superata dalle regioni russe di Sacha-Jacuzia e di Krasnojarsk). Il punto più elevato è rappresentato dai Monti Torngat (1 621 metri), al confine nord-orientale con la provincia di Terranova e Labrador. Altri punti elevati, ma che comunque superano di poco i 1 100 metri sul livello del mare sono i monti Otish negli altopiani centrali del Québec e i monti Notre-Dame sul confine meridionale con gli Stati Uniti.
La provincia è per lo più pianeggiante; la regione maggiormente popolata è la valle del fiume San Lorenzo a sud, dove sono situate sia il capoluogo provinciale città di Québec sia la metropoli di Montréal.
Più del 90% del territorio si trova all'interno dello scudo canadese ed è composto da terreni prevalentemente rocciosi, scolpiti dalle varie ere glaciali. La penisola di Ungava (propaggine settentrionale della penisola del Labrador) è costituita da tundra artica, abitata in gran parte da popolazioni inuit. A ridosso di questa regione troviamo la taiga subartica e le foreste boreali, dove l'abete rosso e i pioppi forniscono materie prime per l'industria della carta, della cellulosa e del legname. È abitata principalmente da cree, naskapi Innu e neenolino innu, che forniscono migliaia di lavoratori temporanei per l'importante progetto idroelettrico sui fiumi La Grande ed Eastmain (James Bay Hydroelectric Project). Al limite meridionale dello scudo canadese si estendono i monti Laurenziani, una bassa catena montuosa a nord della valle del fiume San Lorenzo.
I monti Appalachi costeggiano la parte meridionale e orientale della provincia, estendendosi fino alla penisola Gaspé, dove terminano nel golfo di San Lorenzo. Appartiene al territorio del Québec anche la grande isola d'Anticosti, tra le foci del San Lorenzo e l'isola di Terranova.
Le aree più vocate per l'agricoltura, sia come fertilità del terreno sia come clima, sono quelle delle regioni meridionali. La provincia è ricca di minerali e di risorse idroelettriche che rappresentano un pilastro dell'economia.

## Ordinamento della provincia

### Suddivisione amministrativa
Il Québec è suddiviso in 17 regioni e 104 tra municipalità regionali di contea e territori equivalenti.

## Storia

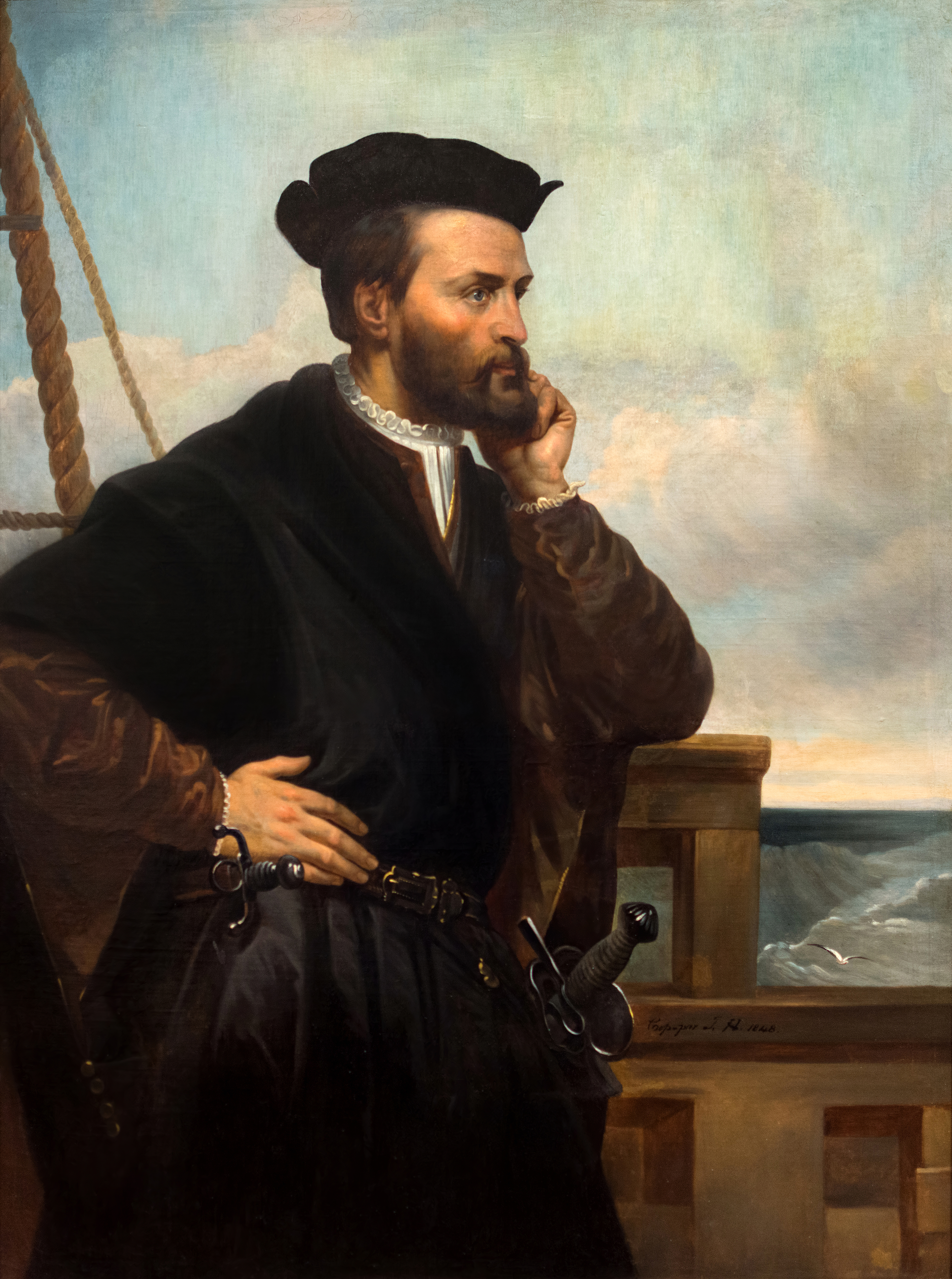
Jacques Cartier

Il nome "Québec", che deriva dal termine Mi'kmaq (traducibile in "stretto"), in origine designava il restringimento del fiume San Lorenzo nel luogo dove ora sorge la città di Québec. Prima dell'arrivo dei francesi era abitato da popolazioni autoctone, 11 delle quali sono riconosciute dall'attuale governo: inuit, iroquois (mohawks), innus, cris, algonquins, atikamekw, mi'kmaq, hurons-wendat, abénaquis, malécites e naskapis (grafia francese; vedi "Classificazione dei nativi americani").
Il primo europeo a esplorare la zona fu Jacques Cartier, che piantò una croce sulla penisola Gaspé nel 1534 e risalì il fiume San Lorenzo nel 1535. Il termine "Canada" designava sotto il regno francese la valle del San Lorenzo. Il territorio, molto più grande di quel "Canada" che i francesi andavano esplorando, si chiamò da allora Nouvelle France e fino al trattato di Utrecht (1713) comprendeva l'Acadia, i territori dell'attuale Canada, nonché il centro degli attuali Stati Uniti fino alla Louisiana. Al termine della guerra dei sette anni questo territorio passò sotto il controllo inglese col trattato di Parigi del 1763, col quale la Francia cedette all'Inghilterra il suo impero nelle Indie orientali e nel Nordamerica.
La colonizzazione della Nouvelle France ebbe l'effettivo inizio con Samuel de Champlain che redasse nel 1603 la prima carta del San Lorenzo e il 3 luglio 1608 fondò i primi tre edifici della futura città di Québec. L'esplorazione dell'estuario del San Lorenzo gettò le basi per la penetrazione francese in Nord America: in pochi decenni furono raggiunti i Grandi Laghi, il Mississippi, le Grandi pianure.
Il popolamento della colonia proseguì con la fondazione di Trois-Rivières nel 1634 e di Montréal nel 1642. L'immigrazione fu controllata dalle norme varate dal cardinale Richelieu e dal sovrano Luigi XIII di Francia: furono proibiti l'accesso e il commercio ai non-francesi, i culti riformati e non cattolici (in particolar modo, il calvinismo e l'ebraismo).
Per oltre un secolo la colonizzazione francese dovette competere con quella inglese e le popolazioni native si schierarono con gli uni e con gli altri. La Nouvelle France dipendeva dalle alleanze con popoli nativi per il commercio come per la resistenza militare alla forza inglese. Il re Luigi XIV concesse agli Indiani il diritto di diventare cittadini francesi a patto di convertirsi. I missionari francesi provvedevano alla conversione di queste popolazioni, spesso cacciate dalle province inglesi.
Ma il Canada, pur essendo la maggiore colonia francese, nel 1756 non aveva più di 65 000 abitanti, a fronte di circa 600 000 nativi e di oltre un milione di coloni inglesi presenti in Nord America. Nel 1759, con la sconfitta subita ad opera degli inglesi presso Québec (battaglia della piana di Abraham, 13 settembre), la Nouvelle France era perduta: alla fine della Guerra dei sette anni (1756-1763) ne prendeva possesso la Gran Bretagna.

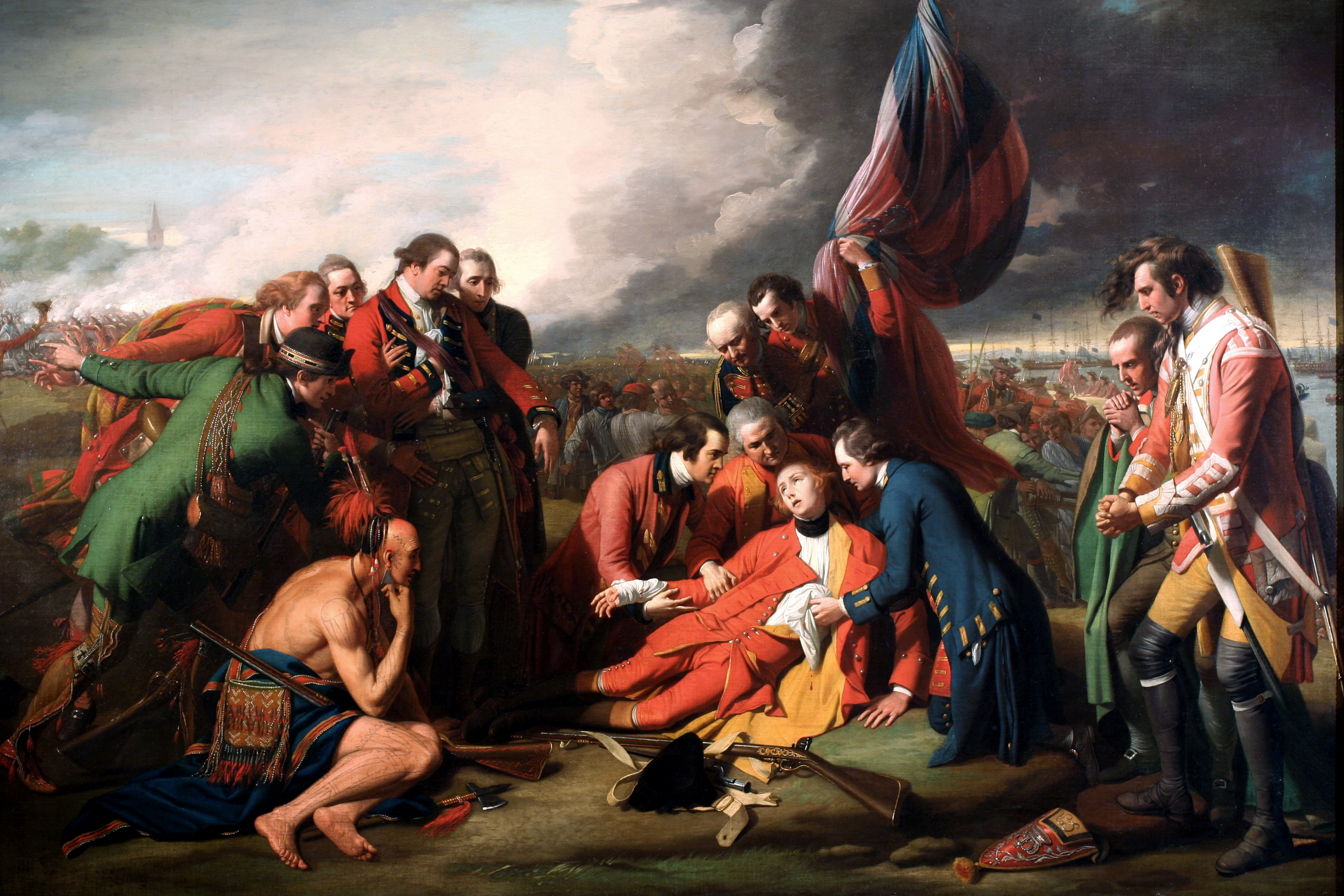
Battaglia della piana di Abraham

Perché l'irrequietezza delle 13 colonie americane non contagiasse i nuovi possedimenti, la corona britannica emise nel 1774 l'Acte de Québec, che definiva il vasto territorio canadese, ma soprattutto restaurava nella colonia canadese i diritti del popolo francese per ottenere la sua lealtà: la lingua, il codice civile, la religione cattolica. In particolare confermava i diritti dei proprietari di terra, riammetteva i cattolici agli incarichi pubblici, ripristinava l'uso del diritto comune francese, pur conservando il diritto penale inglese, meno severo (mentre prima dell'atto del 1774, i cattolici francesi non avevano più diritti di quelli d'Irlanda, il che significava, fra l'altro, che tutti gli impieghi nell'amministrazione erano riservati alla piccola minoranza britannica protestante). Inoltre, il riconoscimento della Chiesa cattolica permetteva di restaurare le scuole.
Durante la Rivoluzione americana, Montréal fu conquistata, ma i canadesi rimasero sostanzialmente neutrali, sicché alla fine della guerra, dopo il 1783, il Québec, rimasto provincia inglese, divenne rifugio dei lealisti, i coloni inglesi che non volevano separarsi dalla Corona britannica. Questi si installarono soprattutto ad ovest, nell'Ontario, lasciando ai francofoni i territori dell'est. Tale assetto fu legalizzato dal Constitutional Act del 1791, che divideva la provincia del Québec in Alto Canada (anglofono, l'attuale Ontario) e Basso Canada (francofono, l'attuale Québec), in modo da tener conto delle diversità tra le due comunità.
A seguito di questi avvenimenti è incominciata una lunga lotta per la democrazia: nel parlamento del 1791, infatti, il Governatore inglese conservava il diritto esclusivo di scegliere i ministri. ll "Parti canadien", invece, pur avendo la maggioranza nella camera, non aveva pari diritto, da cui una serie di ingiustizie in favore della minoranza inglese, che guadagnava il controllo delle nuove terre e del commercio. Fra l'altro, in questo periodo il "Parti canadien" vide i suoi giornali censurati. Il partito cambiò poi il nome in "Parti patriote", in riferimento ai "Patriots" che hanno realizzato l'indipendenza degli Stati Uniti. Nel 1834 si fece promotore di una petizione per chiedere a Londra il "gouvernement responsable", ossia il diritto di scegliere democraticamente i ministri e l'uguaglianza di tutti i cittadini di fronte alla legge. A seguito del rifiuto di Londra, il partito Patriota promosse nel 1837 un tentativo rivoluzionario, elaborando una Carta dei diritti dell'uomo e del cittadino e giungendo ad una Dichiarazione di indipendenza nel 1838. Senza aiuto estero, l'esercito britannico soffocò rapidamente la rivolta. 
Londra incaricò quindi lord Durham a restaurare l'autorità coloniale nei due Canada.
A lord Durham si deve la proposta di assimilare la popolazione dei "canadiens" alla popolazione inglese. Ciò fu ottenuto fondendo l'"Upper Canada" (Alto Canada) inglese con il "Bas Canada" francese (Basso Canada), sancito dall'"L'Acte d'Union", di fatto un'imposizione di Londra. Nonostante il Basso Canada fosse più popolato dell'Alto Canada, il francese perdeva in tal modo la sua ufficialità e la rappresentanza del Upper Canada risultava uguale a quella del Bas Canada, mettendo così i deputati canadiens in minoranza (considerando la presenza di deputati della minoranza inglese del Québec).

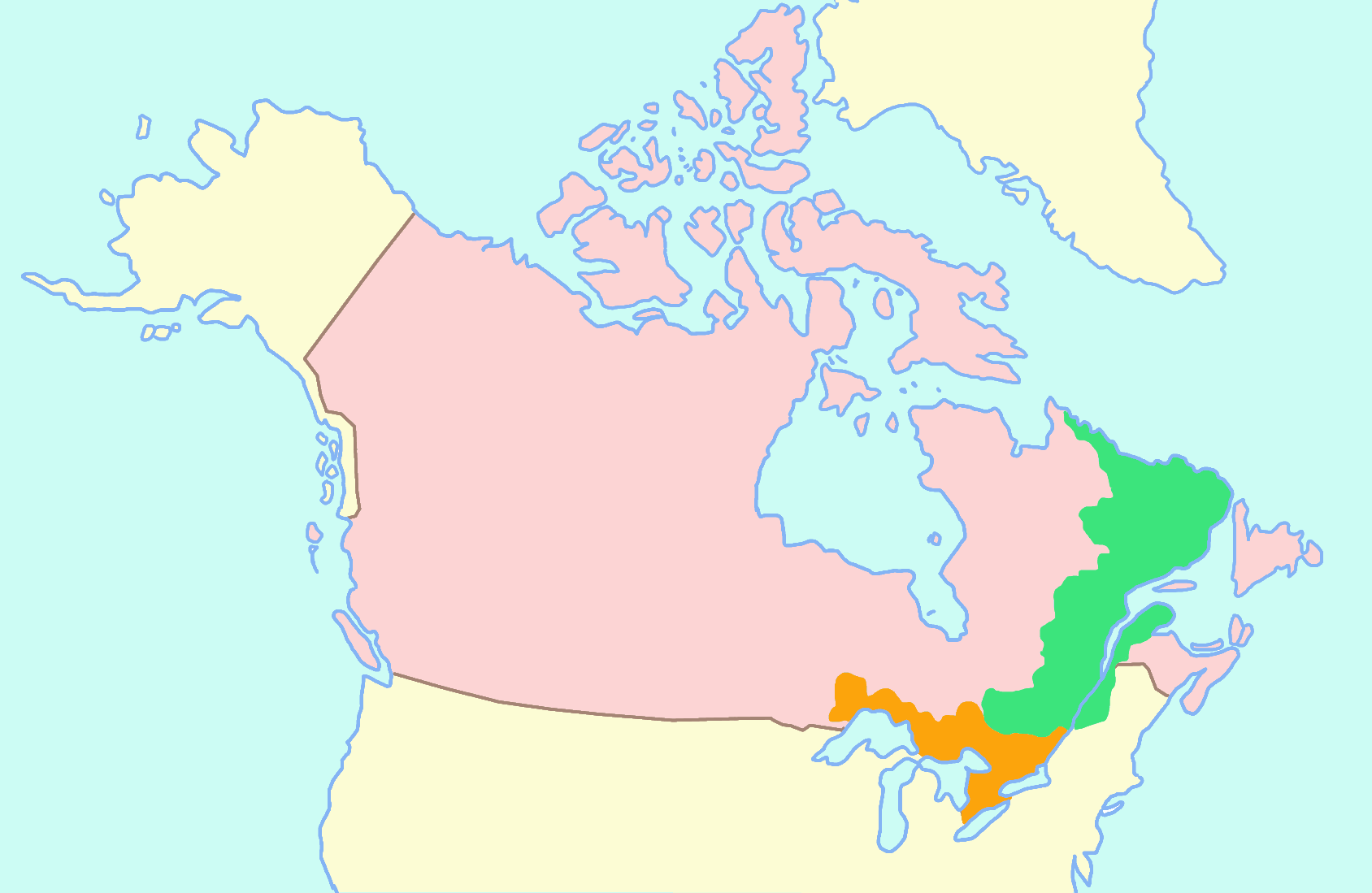
Alto e Basso Canada

Questo stato di cose mutò grazie all'alleanza di Louis-H. La Fontaine con Robert Baldwin nel partito riformista, che riuscì ad ottenere dal governatore Lord Elgin il famoso "gouvernement responsable" o "responsible government", insieme al riconoscimento legale del francese. Anche se il partito dei tory attaccò in questa occasione il governatore ed il Parlamento (il Parlamento di Montréal venne distrutto e Montréal non fu più la sede del governo), le riforme restarono. Le due province furono nuovamente separate dopo l'Acte d'Union del 1840 con la Confederazione, mantenendo l'identità del Québec e dell'Ontario nel Dominion del Canada con il Nuovo Brunswick e la Nuova Scozia nel 1867.
Il sottosviluppo e l'esclusione economica dei Québécois francesi costituirono un problema fino al 1960, anno in cui iniziò la cosiddetta "rivoluzione tranquilla" (in francese "révolution tranquille"), un periodo di grandi riforme economiche, sociali e linguistiche. A queste riforme è dovuta anche la nazionalizzazione della produzione di energia elettrica, la creazione di banche e aziende nazionali, la legge in favore dello statuto della lingua francese, in particolare il diritto di parlare al lavoro in francese riconosciuto dalla "Charte de la langue française" (1977).
Due volte i cittadini della provincia furono chiamati ad esprimersi per referendum sull'indipendenza: il 20 maggio del 1980 la richiesta di "associazione sovrana" del Québec al Canada fu nettamente respinta (59,5% no- 40,5% sì). Nel giugno del 1995 il BQ, il Parti Québécois e l'Azione Democratica del Québec hanno scritto una comune piattaforma programmatica per il referendum sull'indipendenza del Québec, ma al referendum tenutosi il 30 ottobre dello stesso anno il NO all'indipendenza ha vinto con un esiguo margine dello 0,8% (50,4% dei voti totali), pari a circa 45 000 voti. Ciò nonostante nel 2006 il governo centrale canadese ha dovuto riconoscere lo status di nazione al Québec, mentre gli indipendentisti del Québec hanno promesso che il referendum per la scissione della regione francofona sarebbe stato riproposto nel prossimo futuro.

### Acadiani
Durante il periodo che intercorse tra la Guerra di successione spagnola e la Guerra dei Sette anni il popolo acadiano fu in gran parte deportato. Gli acadiani, francofoni, furono cacciati dalla Nuova Scozia, dalle Isole Principe Edoardo e dal nord del Maine. Una piccola parte riuscì a fuggire nel Québec, un'altra in Louisiana e nelle Antille francesi; per lo più furono deportati in Carolina del Sud e Georgia.
Tale deportazione è ancor oggi ricordata come le grand dérangement.

## Politica
Il capo del governo provinciale del Québec è chiamato premier ministre (Primo ministro), che guida il partito principale nell'unicamerale Assemblea Nazionale (Assemblée Nationale), da cui è invece nominato il consiglio dei ministri provinciali.
I partiti principali del Québec sono il Partito Liberale del Québec (Parti Libéral du Québec) di centro-destra, gli indipendentisti del Parti Québécois ("Partito Quebecchese", centro-sinistra), gli indipendentisti e progressisti del Québec Solidale (Québec solidaire, sinistra), i nazionalisti conservatori della Coalition Avenir Québec ("Coalizione Avvenire Québec", centro-destra).
A livello federale l'indipendentismo del Québec è rappresentato dal Bloc Québécois ("Blocco Quebecchese"). Il Blocco mantiene stretti legami con il Parti Québécois, ma è formalmente separato.

## Economia
La provincia del Québec da sola risulta essere il maggior produttore al mondo di energia idroelettrica (affidata all'agenzia governativa Hydro Quebec), piazzandosi davanti al Brasile e agli Stati Uniti. Proprio gli Stati Uniti acquistano quasi il 30% dell'energia prodotta dalla provincia per alimentare gran parte del New England e dello stato di New York (compresa la stessa città di New York). Un altro caposaldo dell'economia della provincia è il settore minerario, uno dei cinque maggiori del mondo, che conta più di 200 compagnie.
Altri settori importanti sono quello dell'industria manifatturiera (cartiere, lavorazione dei metalli, aeronautica, treni, ecc.) e quello dei servizi (finanza, sanità, commercio, ecc.). Tutta l'attività finanziaria e direzionale della provincia è concentrata a Montreal, che secondo uno studio della London School of Economics in collaborazione con il Qatar Research Fund, nonostante negli ultimi anni abbia ceduto il passo a Toronto, rimane tra i 20 maggiori centri finanziari del pianeta (cfr.: Parigi è 24ª e Milano 50ª) e tra i primi 5 per l'industria mineraria ed energetica.
Nell'agricoltura spiccano gli allevamenti di maiale e di vitello, l'industria del latte con una grande varietà di formaggi. Il prodotto tipico è lo sciroppo d'acero, di cui la provincia è il principale produttore mondiale.
Negli ultimi anni fioriscono anche l'industria cinematografica e quella dei videogiochi.

## Società

### Evoluzione demografica
L'indice di fecondità del Québec è di 1,74 figli per donna. Nel 2020, l'indice di fecondità ha continuato a diminuire: si è attestato a 1,52 figli per donna, rispetto all'1,57 del 2019 e all'1,59 del 2018.
| Anno | Abitanti  |
| ---- | --------- |
| 1851 | 890 261   |
| 1861 | 1 111 566 |
| 1871 | 1 191 516 |
| 1881 | 1 359 027 |
| 1891 | 1 488 535 |
| 1901 | 1 648 898 |
| 1911 | 2 005 776 |
| 1921 | 2 360 510 |
| 1931 | 2 874 662 |
| 1941 | 3 331 882 |
| 1951 | 4 055 681 |

| Anno | Abitanti  |
| ---- | --------- |
| 1956 | 4 628 378 |
| 1961 | 5 259 211 |
| 1966 | 5 780 845 |
| 1971 | 6 137 305 |
| 1976 | 6 396 761 |
| 1981 | 6 547 207 |
| 1986 | 6 708 170 |
| 1991 | 7 067 396 |
| 1996 | 7 246 897 |
| 2001 | 7 396 456 |
| 2006 | 7 631 966 |

| Anno | Abitanti  |
| ---- | --------- |
| 2011 | 8 005 090 |
| 2012 | 8 061 101 |
| 2013 | 8 110 880 |
| 2014 | 8 150 183 |
| 2015 | 8 175 272 |
| 2016 | 8 225 950 |
| 2017 | 8 302 063 |
| 2018 | 8 401 738 |
| 2019 | 8 503 483 |
| 2020 | 8 578 300 |
| 2021 | 8 604 495 |

### Aree metropolitane

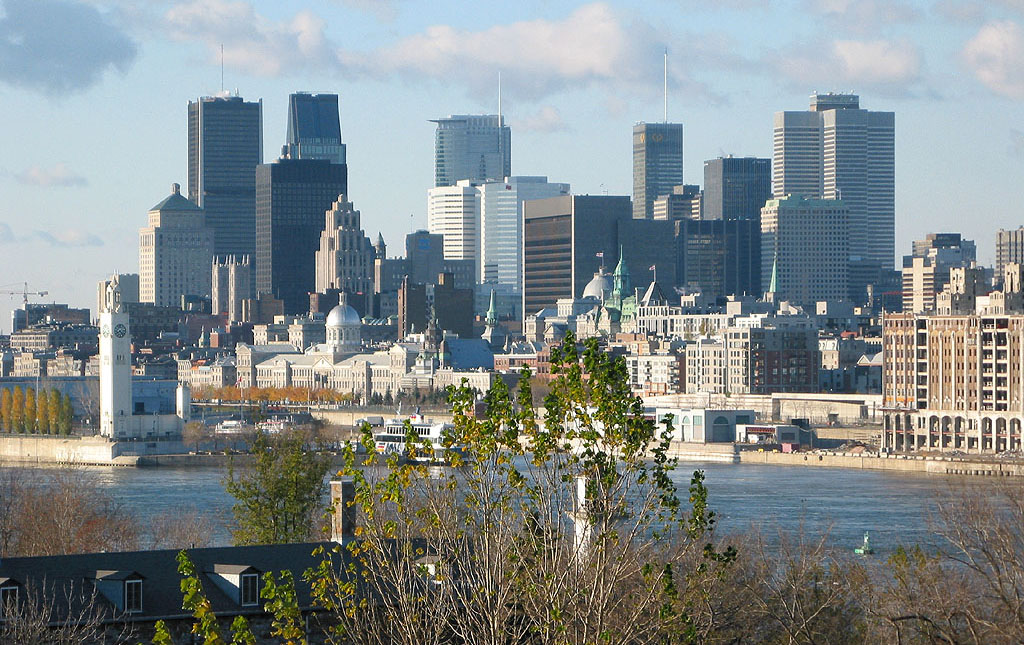
Montréal

| Area metropolitana | 2006 popolazione | 2001 popolazione | Regione                 |
| ------------------ | ---------------- | ---------------- | ----------------------- |
| Grande Montréal    | 3 635 571        | 3 451 027        | Montréal                |
| Québec             | 715 515          | 686 569          | Capitale-Nationale      |
| Gatineau           | 283 959          | 261 704          | Outaouais               |
| Sherbrooke         | 186 952          | 175 950          | Estrie                  |
| Saguenay           | 151 643          | 154 938          | Saguenay-Lac-Saint-Jean |
| Trois-Rivières     | 141 529          | 137 507          | Mauricie                |

### Religioni
- Cristiani: 90,2%
  - Cattolici: 83,3%
  - Protestanti: 4,7%
  - Ortodossi: 1,4%
  - Altri cristiani: 0,8%
- Musulmani: 1,5%
- Ebrei: 1,2%
- Atei e agnostici: 7,1%

## Cultura
Il Québec è la maggiore regione di lingua francese delle Americhe e una delle due province canadesi in cui il francese è riconosciuto come lingua ufficiale (l'altra è il Nuovo Brunswick), l'unica dove il francese è la sola lingua ufficiale e lingua della maggioranza (85%, con il 95% degli abitanti che capiscono il francese).
Anche per questo la provincia è spesso descritta come maggior punto di incontro tra la cultura europea e quella americana e mantiene ancor oggi stretti contatti con la cultura del vecchio continente, soprattutto con quella francese.
Il Québec ha dato le origini al pilota di Formula 1 Gilles Villeneuve (1950-1982), al celebre contralto Maureen Forrester (1930-2010), alla cantante Céline Dion, detta l'usignolo del Québec, al cantante Garou (che ha composto un brano con la stessa Céline Dion), al regista Xavier Dolan e all'attore comico e mimo Michel Courtemanche. È la patria adottiva dello scrittore iracheno Naïm Kattan.
La cucina del Québec ha creato diversi piatti, tra cui i famosi poutine, fèves au lard, cretons e pouding-chômeur.

## Simboli ed emblemi
Il motto ufficiale del Québec è Je me souviens (in francese "Io mi ricordo"), visibile anche nello stemma ufficiale nonché in tutte le targhe automobilistiche della provincia, in riferimento alla francofonia e ai forti legami con la Francia.
Il simbolo ufficiale del Québec è il giglio (fleur-de-lys, simbolo della corona francese), solitamente rappresentato in bianco su sfondo blu. Il Québec non ha un inno, ma la canzone Gens du pays di Gilles Vigneault è sovente considerata una sorta di inno nazionale non ufficiale, ed è spesso utilizzata dai movimenti indipendentisti.

## Sport
Gli sport popolari sono hockey su ghiaccio (chiamato semplicemente hockey), calcio, football canadese, baseball, lacrosse e ciclismo.

### Hockey su ghiaccio
Le franchigie del Québec che partecipano al Big Four (le quattro grandi leghe sportive professionistiche americane) sono i Canadiens de Montréal, NHL.

### Calcio
I Montréal Impact sono l'unica squadra del Québec a giocare in Major League Soccer.

### Football canadese
Per quanto riguarda la Canadian Football League, la lega professionistica del Football canadese, l'unica squadra del Québec che ne fa parte sono i Montreal Alouettes.

### MMA
Il Québec è diventato famoso per aver dato i natali a Georges St-Pierre, campione dei pesi welter dell'UFC.

### Formula 1
Il Québec è terra natale di Gilles Villeneuve che raggiunse il secondo posto in Formula 1 nel 1979 con la Ferrari e di suo figlio Jacques, primo canadese a vincere il Mondiale di Formula 1 (nel 1997 con la Williams). Il fratello di Gilles Jacques Sr. disputò solo 3 Gran Premi in Formula 1, nel 1981 con la Arrows e nel 1983 con la RAM.
Il Gran Premio del Canada si tiene dal 1978 (escluso 1987,2009,2020 e 2021), al Circuito di Montréal, dedicato a Gilles Villeneuve nell'anno della sua scomparsa.